# Андрюхина, Мария Фёдоровна
Мария Фёдоровна Андрюхина (15 января 1916 года — 16 июня 2004 года)  — стерженщица Бежицкого сталелитейного завода Брянской области, Герой Социалистического Труда (1960 г.).

## Биография
Родилась 15 января 1916 года в селе Красное, ныне Краснинского района Смоленской области в семье крестьянина. В возрасте двух лет осталась сиротой. С 1918 по 1930 год воспитывалась в Смоленском детском доме имени А. В. Луначарского. После окончания семилетней школы в 1930 году переехала в Бежицу (ныне район г. Брянска) и поступила в школу фабрично-заводского обучения (ФЗО) при заводе «Красный Профинтерн». Завершив учебу в школе ФЗО в 1932 году, работала стерженщицей на этом предприятии. В 1935—1941 годах — стерженщица Бежицкого сталелитейного завода. С началом Великой Отечественной войны была эвакуирована в деревню Никитино Свердловской области, где до 1943 года работала в колхозе, а затем воспитательницей детского сада № 11. В 1950 году вернулась в Бежицу, где возобновила работу стерженщицей Бежицкого сталелитейного завода. Указом Президиума Верховного Совета СССР от 7 марта 1960 года в ознаменование 50-летия Международного женского дня, за выдающиеся достижения в труде и особо плодотворную общественную деятельность Андрюхиной Марии Фёдоровне присвоено звание Героя Социалистического Труда с вручением ордена Ленина и золотой медали «Серп и Молот». В 1964 году вступила в КПСС. С 1973 года — на пенсии, персональный пенсионер союзного значения. Избиралась депутатом районного, городского и областного Советов народных депутатов, делегатом XIII, XV съездов профсоюзов СССР, членом райкома, Брянского горкома КПСС.

## Награды
- Герой Социалистического Труда (1960)
- Орден Ленина (1960)
- Медаль «За доблестный труд» (1970)
- Медаль «Ветеран труда»